# Yanceyville
Yanceyville is een plaats (town) in de Amerikaanse staat North Carolina, en valt bestuurlijk gezien onder Caswell County.

## Demografie
Bij de volkstelling in 2000 werd het aantal inwoners vastgesteld op 2091.
In 2006 is het aantal inwoners door het United States Census Bureau geschat op 2149, een stijging van 58 (2.8%).

## Geografie
Volgens het United States Census Bureau beslaat de plaats een oppervlakte van
12,1 km², waarvan 12,0 km² land en 0,1 km² water. Yanceyville ligt op ongeveer 172 m boven zeeniveau.

## Plaatsen in de nabije omgeving
De onderstaande figuur toont nabijgelegen plaatsen in een straal van 32 km rond Yanceyville.